# Tanacu, Vaslui
Tanacu este satul de reședință al comunei cu același nume din județul Vaslui, Moldova, România.

## Istoric
Acest sat se zice că și-ar fi luat numele de la un vechi răzeș anume Tănase Tanacu, care a stăpânit acest loc împreună cu soția sa Merieana. Acest răzeș ar fi închinat partea sa de pământ bisericii, care a ars, odată cu ea ar fi ars și documentele lui Tanacu, ce se păstrau acolo. Biserica s-a construit din nou din bârne de stejar la 1821, de către săteni. Pe fâșia de pământ închinată bisericii, astazi este vatra satului Tanacu.
Partea de pământ a Merienei soția lui Tanacu, a fost coasta unui deal spre Vest de sat care poartă numirea de Merieni. Merieni se mai numește o pădure din comuna Muntenii de Sus, a cărei hotar spre comuna Tanacu e pe zarea dealului Merieni.

## Evenimente
Cinci monahi, de la Mănăstirea Sfânta Treime din Tanacu, au fost acuzați că, în iunie 2005, au ținut-o timp de trei zile pe Irina Cornici imobilizată pe o cruce de lemn, fără apă și fără mâncare, și au supus-o unui ritual de exorcizare.
Tânara Irina Cornici a murit în urma unui stop cardiac survenit la mănăstire din cauza ritualului de exorcizare. Medicul ambulanței care a sosit să încerce să o resusciteze a încercat să-i salveze viața administrându-i șase doze de adrenalină; adrenalina administrată a fost la un moment dat bănuită a fi cauza decesului, dar ancheta procurorilor i-a exonerat pe medici. Preotul Petru Corogeanu a fost condamnat la 14 ani de închisoare, iar cele patru foste măicuțe, care l-au ajutat, au primit pedepse cu închisoarea cuprinse între 5 si 8 ani, pentru lipsire de libertate în mod ilegal, urmată de moartea victimei. Corogeanu a fost eliberat condiționat în 2011, după executarea a două treimi din pedeapsă.
Întâmplările reprezintă bazele filmului După dealuri de Cristian Mungiu, câștigător la Festivalul Internațional de Film de la Cannes din 2012 pentru "Cel mai bun scenariu".